# 카를로스 수베로
카틀로스 잉베르 수베로(Carlos lngver Subero), 1972년 6월 15일 ~ )는 베네수엘라, 미국의 전 야구 선수이자, 전 KBO 리그 한화 이글스의 감독이다. 한화 이글스 최초 외국인 감독이다.

## 선수 시절

### 미국 프로야구 시절
1990년에 캔자스시티 로열스에 입단하였다.

## 야구선수 은퇴 후
2001년 텍사스 레인저스의 루키팀인 걸프코스트 레인저스 코치로 시작해 2003년부터 2005년까지 마이애미 말린스의 싱글 A팀인 클린턴 렘버킹스, 2007년에 베이커즈 필드 블레이즈의 감독으로 활동했다. 2021년부터 2023년까지 한화 이글스의 감독으로 활동했다.
| 전임 한용덕 최원호(감독 대행) | 제12대 한화 이글스 감독 2020년 11월 27일 ~ 2023년 5월 11일 | 후임 최원호 |